# Monteleón (Michoacán)
Monteleón es una comunidad de Yurécuaro Michoacán con una población de 1259 personas entre estos 601 hombres y 658 mujeres, 292 población económicamente activa, 599 población económicamente inactiva y 704 población alfabeta de 15 años, 440 viviendas en total de las cuales 318 son viviendas habitadas y más (censo INEGI 2010). Monteleón debe su nombre al Cerro o Monte de la Cruz que se encuentra a su espalda y a una hierba espinosa abundante en la región llamada "uña de león".

## Historia
Monteleón solía ser una hacienda (se dice que fue la segunda más grande de Michoacán) En esta hacienda la gente era maltratada, golpeada y abusada por el dueño y el capataz. Debido a esas circunstancias, muchos pobladores decidieron mudarse. Tal fue el caso de algunas familias que se reubicaron en las mismas tierras de la hacienda. Esas familias crearon la actual Colonia Emiliano Zapata. 
Mientras tanto, en la Hacienda Monteleon registraba actividad ganadera, así como agropecuaria, con frutas y vegetales y semillas. Por esta razón, las poblaciones aledañas, como Yurécuaro y Tanhuato, se abastecían. La hacienda tenía un gran territorio con ganado, huertas de limones, naranjas, mangos, así como espacio destinado para el cultivo de hortalizas, maíz, frijol, calabaza, etcétera.
En 1909 la Municipalidad de Yurécuaro, comprendía: la cabecera y el pueblo de Yurécuaro.
- Hacienda: Monteleón.
- Ranchos anexos: Camiche, Salitre de Monteleón, Tequesquite y Salitre Marqueño.
- Ranchos independientes: Buena Huerta, Cerro Blanco, Mirandillas, El Llano, El Refugio, La Joya, Tinaja del Carrizo, Cerrito Colorado, Munguía, El Sicuicho, Arjona, La Colmena, Tembuque, La Longaniza, El Cerezo, El Porvenir y Morales.

### Día histórico
En el artículo 27 de la Constitución y la reglamentación bajo la ley agraria de 1922 se específica la condición jurídica necesaria para una petición de las comunidades incluidas como pueblo, rancherías, congregaciones y condueñazgos (hacienda). La ley 1922 también incluye como subvencionables a grupos residentes en haciendas abandonadas, si bien, no explícitamente excluidos los peones residentes en las haciendas en funcionamiento. También, se instó a la legislatura estatal para "elevar" a las haciendas, que carecían de estatuto político independiente, a comunidades "libres". Bajo esta ley, por medio del Presidente de Yurecuaro, se mandó una carta al gobernador de Michoacán para que la hacienda Monteleón fuera una comunidad independiente y, también, se reclamaban las tierras. Pero, el 29 de abril de 1926, se les niega el estatuto legal que les habría permitido la petición de tierras de la hacienda Monteleón. La situación jurídica, al igual que gran parte del programa de reforma agraria de la década de 1920, era, a menudo, una cuestión de política más que una cuestión de cumplimiento de determinados criterios técnicos.
Fue hasta el 18 de septiembre de 1932 cuando algunos trabajadores encabezaron una conspiración, aprovechando la ausencia del hacendado, para independizarse con el apoyo de la comunidad que echó a los fieles del hacendado. Con las mismas armas e instrumentos de labranza, tomaron la hacienda y montaron guardia, esperando represalias del dueño o el gobierno. Pero, lo contrario sucedió. En ese entonces, el gobernador de Michoacán, el general Lázaro Cárdenas del Río, quien los apoyó y los aconsejó que destruyeran la hacienda para que el gobierno federal, en el futuro, no los sacara. El hacendado, desde ese tiempo, vivió y murió en Guadalajara Jalisco. Después, algunas personas vendieron las maquinarias, instrumentos, carretas y tierras ilegalmente y se repartieron los cuartos y patios de la hacienda injustamente. Al paso del tiempo, cuando era Comisariado ejidal Porfirio Alemán, vendió la campana de la iglesia y el plan de Monteleón (que le pertenece actualmente a la Colonia Emiliano Zapata y el Refugio). Después de vender y firmar, fueron engañados y recibieron solo nos centavos para que "compraran una soga y se ahorcara". El estafador se quedó con las tierras y casas que le pertenecían a la comunidad.
En la actualidad, Monteleón tiene dos ejidos separados. Uno es La Alberca, lo que solía ser yacimientos enormes de agua termal y fueron zona turística popular, hasta la década de los noventa, que se terminaron de secar. El otro ejido es El Cuatro. También, está en Yurécuaro ubicado en un gran terreno detrás de la secundaria Justo Sierra, que pertenece a Monteleón, pero, por falta de documentos, no se puede reclamar. Monteleón perdió más tierras parte de la actual Chiripa. Yurecuaro se quedó con ellas.

### Cambios actuales
De la antigua hacienda de Monteleón, solo quedaron cimientos, arcos, algunos árboles, paredes en ruinas y unos cuantos cuartos de la antigua construcción. El lugar no progresó mucho por la ignorancia de la gente que se obsesionaban por el partido PRD en agradecimiento a su fundador y no se permitía recibir ayuda de algún gobierno de otro partido político. Hasta no hace pocos años, con la llegada de jóvenes con un pensamiento más abierto, la comunidad se encontró en rápido crecimiento y constante cambio. Monteleón cuenta con servicio eléctrico, agua potable, alcantarillado, servicio telefónico e internet y educación, como la escuela preescolar "Ferderico Froebel", la escuela Primaria "Revolución" y la secundaria "Maestro Justo Sierra" extensión Monteleón,. Cuenta, también, con Biblioteca pública, Centro de Salud, Cancha Deportiva, transporte, plaza, boulevard, calles en proceso de pavimentación. La comunidad contaba con policía rural, pero fue suspendida por el abuso de autoridad y problemas personales de los integrantes de la corporación con la población civil. Entre los proyectos a futuro encontramos elo panteón y caseta de policía. Los estudiantes que deseen continuar con sus estudios, a nivel medio superior, tienen que trasladarse a Yurecuaro, para asistir al Colegio de Bachilleres plantel Yurecuaro, o a la Preparatoria Lázaro Cárdenas. Antes, tenían que trasladarse en bicicleta o caminando, ahora tienen transporte público hasta la escuela o en sus propios vehículos. Los que quieren ingresar a nivel universitario se reubican en función de la carrera que les interese. Sin embargo, Monteleón se enfrenta a una mala situación, común en la región, la emigración. Los habitantes se van por falta de trabajo, problemas legales o el falso sueño estadounidense.

## Gobierno
Monteleón está registrado como tenencia y está constituido por ejidos. Monteleón está regido por el Comisariado Ejidal, Jefe de tenencia, un Tesorero y Jefe de vigilancia. Estos puestos solo pueden ser ocupados por ejidatarios. En 1986, Cuauhtémoc Cárdenas Solorzano, Gobernador Constitucional del Estado Libre y Soberano de Michoacán de Ocampo, comunicó a los habitantes:
el congreso de Michoacán de Ocampo decreta:
número 434.
Artículo primero. Se eleva a la categoría de "Tenencia" la encargatura del Orden denominado Monteleón, del Municipio de Yurécuaro, Michoacán, conservando su misma denominación.
Artículo segundo. Se modifica en lo conducente la Ley Orgánica de División Territorial del Estado.

## Límites
Monteleón colinda al norte con el Cerrito Blanco, al este con Yurécuaro, al oeste con Mirandillas y El Camiche, al sureste con la Colonia Emiliano Zapata y al suroeste con La Joya. Monteleón Michoacán de Ocampo N 20° 18' 0 E 102° 9' 996

## Localización
Monteleón esta a una latitud de 20.3 grados, una altitud de 1560 metros y una longitud de -102.1666667 grados y tiene un clima templado con lluvias en verano. Presenta una precipitación anual de 700 milímetros cúbicos promedio y una temperatura mínima de 13 grados en invierno y 38 grados en el verano.
Se comunica por medio de la carretera Monteleón-Yurecuaro, la carretera federal 110 que comunica con La Piedad-Tanhuato y caminos de terraceria a varias comunidades vecinas. También, cuenta con el ferrocarril México-Guadalajara.

## Economía

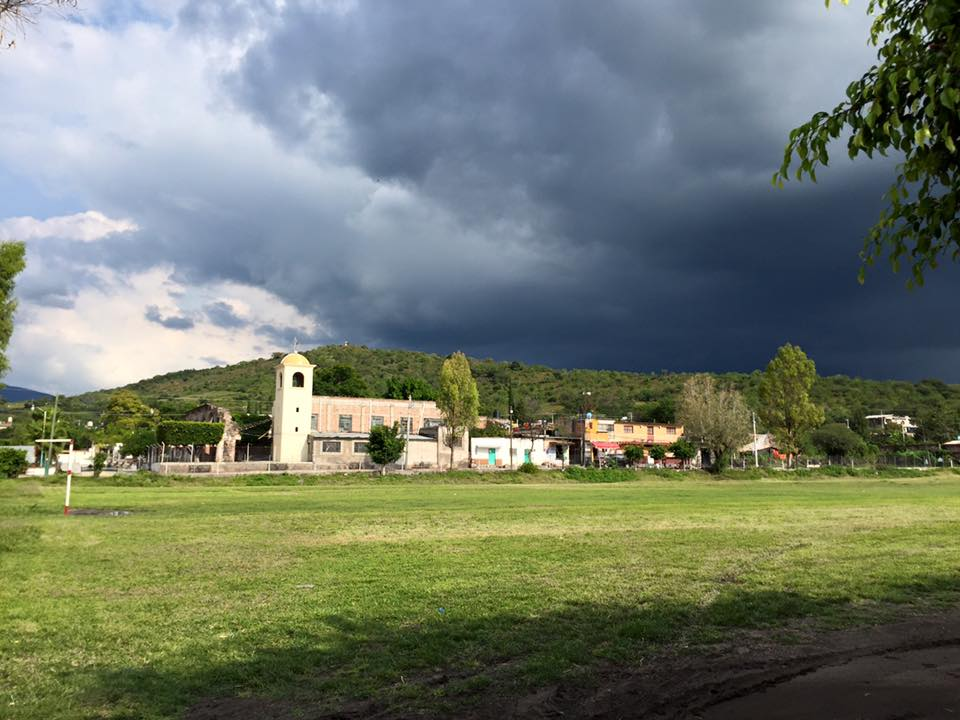
Monteleon en época de lluvias, tomándote una soda en la pila

- Monteleon en época de lluvias, tomándote una soda en la pila Agricultura- maíz, garbanzo y garbanza, frijol, calabaza, trigo y sorgo, entre otros.
- Ganado- vacas, chivas y puercos.
- Comercio
- Remesas de Estados Unidos.

## Lugares característicos

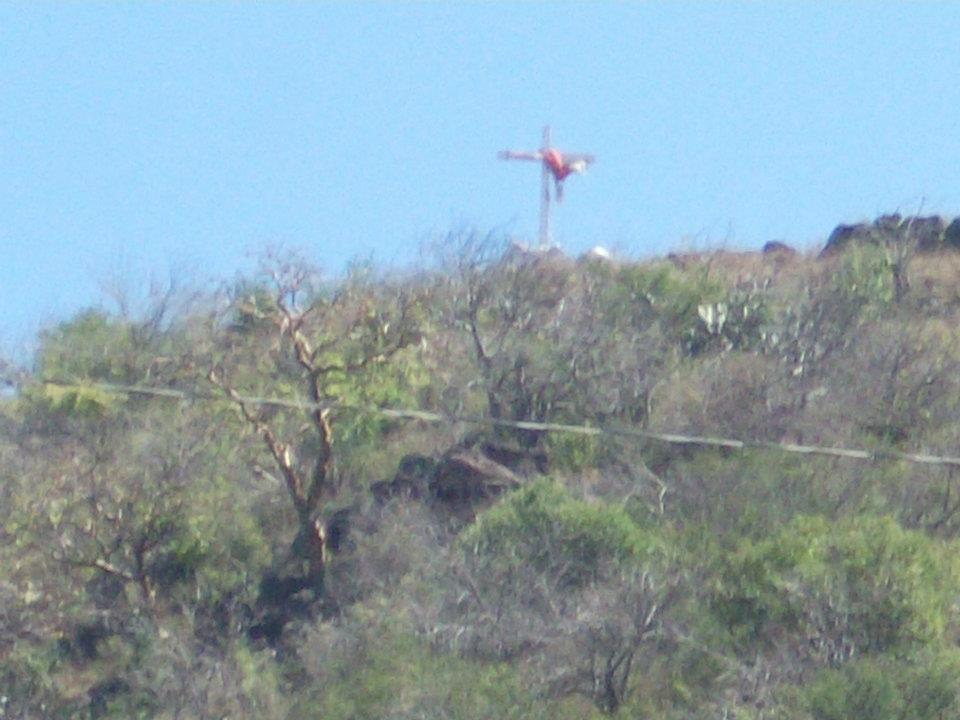
La cruz decorada

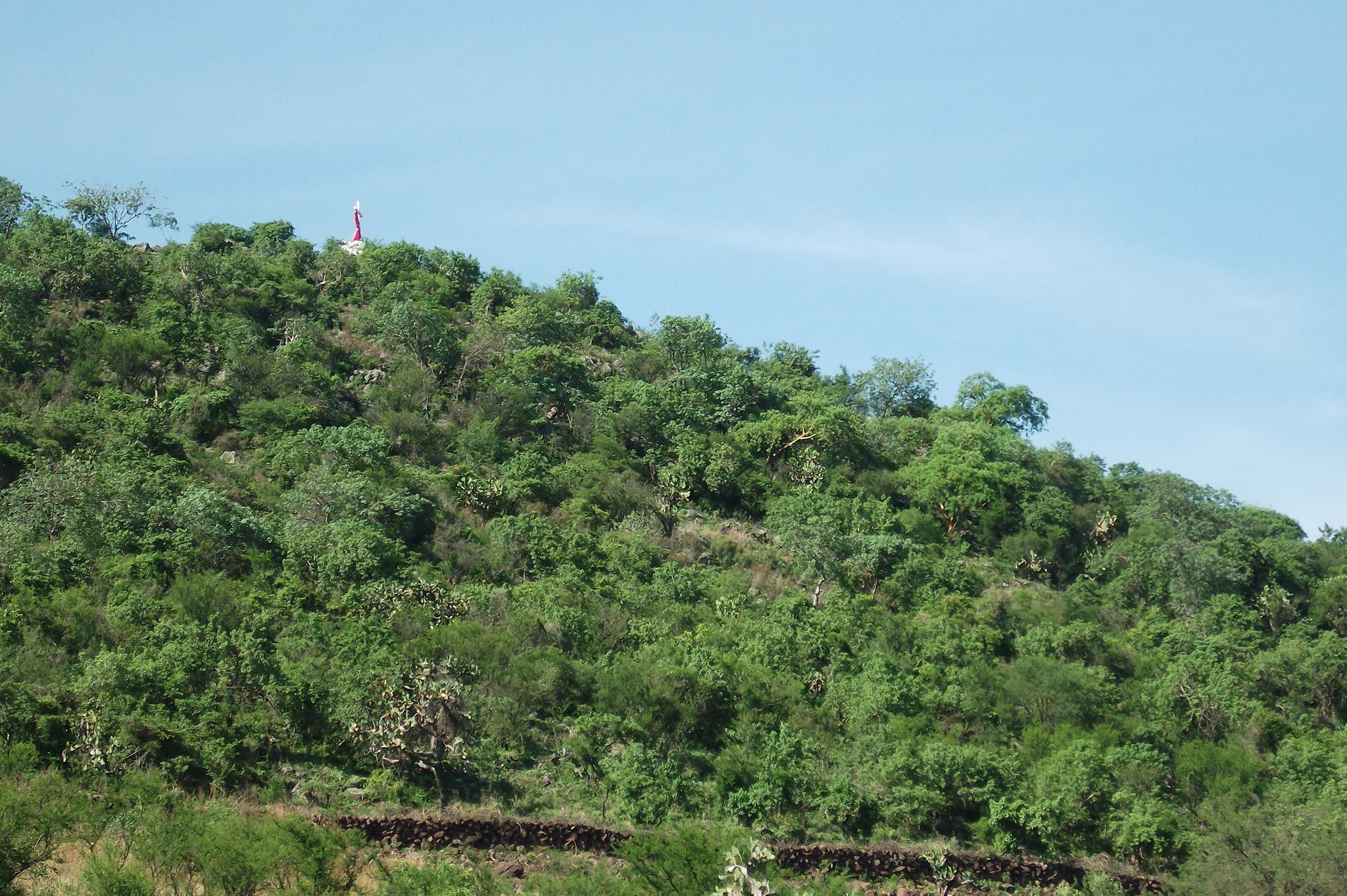
La cruz

- La cruz decorada La cruzLa Canchita.
- La Pila y campo deportivo.
- Los chorros.
- La cruz.
- La cueva de doñana.
- El puente blanco.
- La alberca.
- El boulebar.
- La iglesia.

## Días festivos
1. 18 de septiembre (aniversario de la independencia de Monteleón)
2. Semana Santa
3. 10 de mayo
4. Sagrado Corazón de Jesús (patrono de Monteleón).